# Claude Lepelley
Pour les articles homonymes, voir Lepelley.
Claude Lepelley, né le 8 février 1934 à Charenton-le-Pont (Seine) et mort le 1er février 2015 à Montreuil (Seine-Saint-Denis), est un universitaire et historien français, spécialiste de l'Antiquité tardive et de l'Afrique romaine.

## Biographie
Après des études secondaires au lycée Charlemagne, il est reçu à l’agrégation d'histoire en 1957 puis nommé à l'université de Tunis (1957-1959) avant d'effectuer son service militaire en Algérie entre novembre 1959 et janvier 1962. Il est alors chargé de l’enseignement scolaire et participe à l’élaboration d’un premier manuel. Parallèlement, il prend position contre l’OAS, rédige et distribue des tracts, dénonce les exactions liées à la guerre d'Algérie au Canard enchaîné, qui publie son témoignage.
Il réalise une thèse d'histoire intitulée Les cités de l'Afrique romaine au Bas-Empire, sous la direction de William Seston en 1977, dans laquelle il montre que les cités d'Afrique connaissent une certaine prospérité aux IIIe et IVe siècles.
Il poursuit sa carrière universitaire comme assistant à la faculté des lettres de Paris (1962-1967), maître de conférences à l'université de Picardie (1967-1970) et de l'université Lille-III, où il est nommé professeur après la soutenance de sa thèse en 1977. Il est nommé professeur à l'université Paris-Nanterre en 1984, puis professeur émérite. Il est également directeur d’études à l’École pratique des hautes études, IVe section.
Il est un artisan essentiel de la création, aux côtés de l’ethnologue Éric de Dampierre et de l’archéologue René Ginouvès, de la Maison Archéologie & Ethnologie René-Ginouvès, inaugurée en 1998 sur le site universitaire de Nanterre. Il est actif dans les sociétés savantes, notamment comme président de l'Institut des études augustiniennes (1987-2000) et comme responsable du Centre de recherches sur l’Antiquité tardive et le Haut Moyen Âge.
Il est membre du Comité des travaux historiques et scientifiques (CTHS) en 1982, avant d’en devenir le secrétaire de 1992, et membre de l'Association pour l’encouragement des études sur l’Afrique du Nord préhistorique, antique et médiévale, de l'Institut universitaire de France, de la Société des antiquaires de France dont il est président en 2003, et président de la Société française d’études épigraphiques sur Rome. Il assiste Jean Delumeau dans la direction de la collection « Nouvelle Clio », puis en devient le directeur (1992-2008).
Ses recherches portent sur l'histoire du christianisme et l'Antiquité tardive.
Ses archives scientifiques sont déposées au Pôle archives de la Maison des Sciences de l’homme Mondes.

## Publications
- L'Empire romain et le christianisme, Paris, Flammarion, Questions d'histoire, 1969.
- Christianisme et pouvoirs politiques [éd.], Lille, Presses Universitaires de Lille, 1973.
- Les cités de l'Afrique romaine au Bas-Empire, tome I : La permanence d'une civilisation municipale, Paris, Institut des études augustiniennes, collection des études augustiniennes, 1979.
- Les cités de l'Afrique romaine au Bas-Empire, tome II : Notices d'histoire municipale, Paris, Institut des études augustiniennes, collection des études augustiniennes, 1981.
- Les Lettres de saint Augustin découvertes par Johannes Divjak (communications présentées au colloque des 20 et 21 septembre 1982) [éd.], Paris, Institut des études augustiniennes, collection des études augustiniennes, 1983.
- Newman et l'histoire [éd. avec Paul Veyriras], Lyon, Presses Universitaires de Lyon, 1993.
- "Splendissima civitas". Études d'histoire romaine à la mémoire de François Jacques [éd. avec André Chastagnol et Ségolène Demougin], Paris, Publications de la Sorbonne, 1996.
- La fin de la cité antique et le début de la cité médiévale de la fin du IIIe siècle à l'avènement de Charlemagne [sous la dir. de], Bari, Edipuglia, 1996.
- Rome et l'intégration de l'empire. Tome II : Approches régionales de Haut-Empire romain [sous la dir. de], Paris, PUF, Nouvelle Clio, 1998.
- Frontières et limites géographiques de l'Afrique du Nord antique : hommage à Pierre Salama [éd. avec Xavier Dupuis], Paris, Publications de la Sorbonne, 2000.
- Aspects de l'Afrique romaine. Les cités, la vie rurale, le christianisme, Bari, Edipuglia, 2001.
- Les chrétiens et l'Empire romain : persécutions, polémique et apologétique, chapitre VIII de l'Histoire du christianisme, Paris, Desclée de Brouwer, 2001.
- « Une inscription d'Heraclea Sintica (Macédoine) récemment découverte, révélant un rescrit de l'empereur Galère restituant ses droits à la cite », Zeitschrift für Papyrologie und Epigraphik, 146, 2004.
- « Saint Augustin et le rayonnement de sa pensée », chapitre VI de l'Histoire du christianisme, Paris, Seuil, 2007.
- Saint Augustin : le passeur des deux rives, Éditions d'Orbestier, 2010, ouvrage collectif. Cet ouvrage réunit le fruit du travail des plus grands spécialistes de Saint Augustin, dont Claude Lepelley, et fait suite à un colloque organisé en 2003 aux Sables-d'Olonne avec le soutien de l'Unesco dans le cadre de l'Année de l'Algérie en France.
- La nouvelle Carte des voies romaines de l’Est de l’Africa dans l’Antiquité Tardive d’après les travaux de P. Salama [Direction avec Noël Duval et Jehan Desanges], Turnhout, Brepols, 2010.